# Без меж
«Без меж» (рус. Без границ) — девятый студийный альбом группы «Океан Ельзи», выпущенный 19 мая 2016 года.

## Об альбоме
Работа над альбомом продолжалась почти полтора года и велась на киевской студии «Студия 211». Презентация прошла в 12:00 по киевскому времени в прямом эфире онлайн-радиостанций «Аристократы» (Киев), Skovoroda (Львов) и RADIO MORE.FM (Одесса) при участии музыкантов группы.
Альбом содержит одиннадцать песен, четыре из которых ранее выходили в качестве синглов — «Не твоя війна», «Життя починається знов», «Мить», «Не йди».
Премьера первого сингла «Не твоя війна» состоялась 26 апреля 2015 года на канале группы на YouTube. Второго сингла, «Життя починається знов» — 17 августа 2015 года. Первыми слушателями стали раненые воины АТО, находившиеся на лечении во Львовском госпитале, которым Святослав Вакарчук 14 августа подарил флешки с новой песней группы. 24 августа группа презентовала клип на эту песню.
Альбом «Без меж» можно назвать эклектичным как с музыкальной точки зрения, так и с лирической, текстовой. В него вошли романтические композиции, основанные на любовной лирике, и несколько песен, имеющих социальный подтекст
 — говорит о новом альбоме лидер группы Святослав Вакарчук.

## Список композиций
Слова и музыка всех песен — Святослав Вакарчук.
| №                   | Название                                                    | Длительность |
| ------------------- | ----------------------------------------------------------- | ------------ |
| 1.                  | «Віддай мені (свою любов) — (рус. Отдай мне (свою любовь))» | 4:04         |
| 2.                  | «Не йди — (рус. Не уходи)»                                  | 4:52         |
| 3.                  | «Джерело — (рус. Источник)»                                 | 5:01         |
| 4.                  | «Сонце — (рус. Солнце)»                                     | 4:54         |
| 5.                  | «Мить — (рус. Мгновение)»                                   | 5:12         |
| 6.                  | «Не твоя війна — (рус. Не твоя война)»                      | 4:26         |
| 7.                  | «Еверест — (рус. Эверест)»                                  | 4:53         |
| 8.                  | «Хтось в небо летить — (рус. Кто-то в небо летит)»          | 3:35         |
| 9.                  | «Життя починається знов — (рус. Жизнь начинается снова)»    | 4:32         |
| 10.                 | «Осінь — (рус. Осень)»                                      | 4:36         |
| 11.                 | «Без меж — (рус. Без границ)»                               | 5:20         |
| Общая длительность: | Общая длительность:                                         | 51:25        |